# جامعة باديا
جامعة باديا، هي جامعة خاصة في مصر. أُنشئت بقرار جمهوري (رقم 338 لسنة 2023)، ومقرها جنوب طريق الواحات بمدينة 6 أكتوبر بمحافظة الجيزة. وتمتلك تعليم 60% من جامعة باديا بينما تمتلك شركة بالم هيلز للتعمير 40% منها.

## التاريخ
في 23 مارس 2022، تعاقدت شركة بالم هيلز للتعمير وشركة تعليم لخدمات الإدارة إحدى الشركات الرائدة في قطاع التعليم العالى في مصر، مع شركة يوليوس بيرجر إنترناشيونال لتولى أعمال الإدارة والإشراف على تنفيذ مشروع جامعة باديا الدولية، المقام على مساحة 160 ألف متر مربع في مدينة باديا بغرب القاهرة، يأتى ذلك في إطار حرص «بالم هيلز للتعمير» على إنشاء الجامعة وفقًا لأحدث النظم التكنولوجية، والالتزام بالجدول الزمنى للانتهاء من أعمال التنفيذ خلال 3 سنوات.
في 09 سبتمبر 2024، شهد رئيس مجلس الوزراء افتتاح جامعة باديا بمدينة أكتوبر الجديدة، وذلك بحضور وزير الصحة والسكان ووزير التعليم العالى والبحث العلمي، ومشاركة عدد من الوزراء والمحافظين، وأعضاء مجلس النواب والسفراء والإعلاميين والرؤساء التنفيذيين لعدد من أبرز الشركات العاملة في السوق المصرية في العديد من القطاعات.

## الكليات
- الطب البشري.
- العلاج الطبيعي.
- طب الأسنان.
- الحاسبات وعلوم المعلومات.
- الهندسة.
- الفنون الجميلة.
- إدارة الأعمال والاقتصاد التطبيقي.